# پراکاش پادوکونه
پراکاش پادوکونه (انگلیسی: Prakash Padukone؛ زادهٔ ۱۰ ژوئن ۱۹۵۵) بدمینتون‌باز سابق اهل هند است.